# Briard

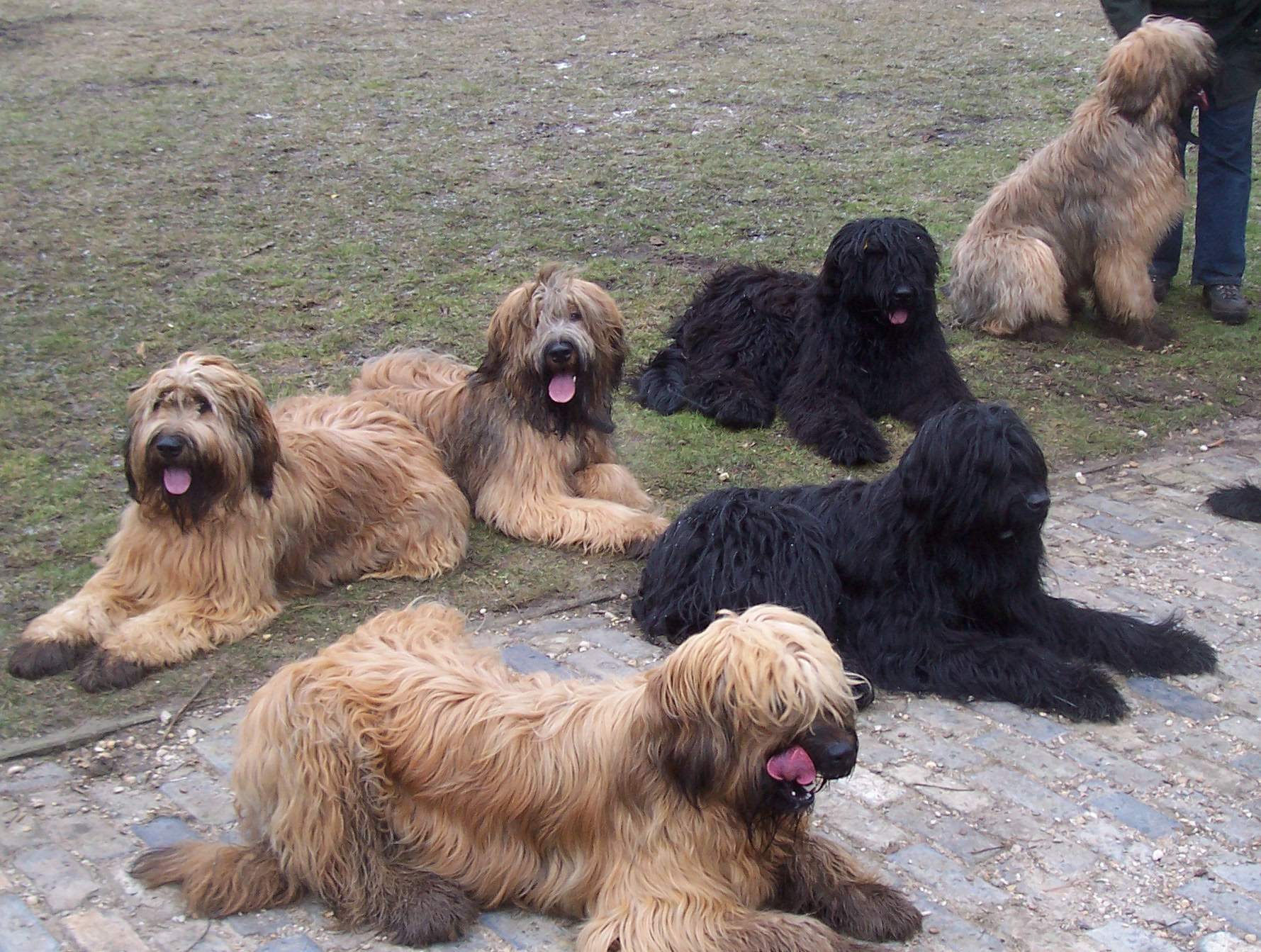
Pastors de Briard

El briard o pastor de Brie és una raça de gos, una de les moltes races de pastor, conegut des de molts segles. Carlemany, Napoleó, Thomas Jefferson, i Lafayette tots tenien briards.
Aquest pastor també s'ha fet servir a l'Exèrcit francès com a sentinella, missatger, i per buscar soldats ferits a causa del seu sentit fi d'oïda. Va ser descrit per primera vegada en l'edició de 1809 dem Cours complet d'agriculture de mossèn Jean-François Rozier. Es va pularitzar l'Exposició de gossos de París de 1863. Se'n va millorar les qualitats per creuaments amb el beauceron i el barbet. Intervingueren en la Primera Guerra Mundial gairebé fins al punt de l'extinció.
El briard s'anomena per a l'antiga província francesa de Brie. És un mite que el nom provindria del llegendari gos d'Aubry de Montdidier, que hauria desemmascarat i lluitat contra l'assassí del seu amo, el gos de la cançó de gesta és un llebrer.
El griard encara serveix de pastor i gos de guardià avui dia, així com un gos de companyia. Alguns dels talents del briard són la cerca i el rescat, el treball de policia, el treball militar, i el de ca vigilant. Actualment la població de Briards es recupera lentament.